# La Rue de traverse
Pour les articles homonymes, voir Paid in Full.
Pour plus de détails, voir Fiche technique et Distribution.
La Rue de traverse (titre original : Paid in Full) est un film américain en noir et blanc réalisé par William Dieterle, sorti en 1950.

## Synopsis
Une femme enceinte conduit une voiture jusqu'à un hôpital, s'évanouit au volant, est amenée pour une intervention chirurgicale immédiate. Elle dit qu'elle est Mme Milligan et donne comme référence le nom de son médecin, le Dr Winston. Lorsque l'hôpital appelle le médecin, celui-ci dit ne pas la connaître. Allongée sur la table d'opération, entre la vie et la mort, Mme Milligan dit aux médecins de sauver la vie du bébé plutôt que la sienne. Sa vie défile devant ses yeux par flashbacks.

## Fiche technique
- Titre original : Paid in Full
- Titre français : La Rue de traverse
- Réalisation : William Dieterle
- Scénario : Robert Blees (en), Charles Schnee, d'après une histoire créée par  Paid in Full du docteur Frederick M. Loomis[1]
- Musique : Victor Young
- Direction artistique : Earl Hedrick, Hans Dreier
- Décors : Sam Comer, Bertram Granger
- Directeur de la photographie : Leo Tover
- Montage : Warren Low
- Producteur : Hal B. Wallis
- Société de production : Paramount Pictures
- Pays de production :  États-Unis
- Langue originale : anglais américain
- Format : noir et blanc — 35 mm — 1,37:1 — son : mono (Western Electric Recording)
- Genre : drame
- Durée : 98 minutes
- Dates de sortie :
  - États-Unis : 15 février 1950
  - France : 24 novembre 1950
- Affiches : Boris Grinsson, Roger Soubie (France)
- Affiche : Boris Grinsson (France)

## Distribution
- Robert Cummings : Bill Prentice
- Lizabeth Scott : Jane Langley
- Diana Lynn : Nancy Langley
- Eve Arden : Tommy Thompson
- Ray Collins : Dr. Fredericks
- Frank McHugh : Ben, le barman
- Stanley Ridges : Dr P.J. 'Phil' Winston
- Louis Jean Heydt : Dr Carter, le psychiatre
- John Bromfield : Dr Clark
- Kristine Miller : Miss Williams, une demoiselle d'honneur
- Laura Elliot : Tina, une demoiselle d'honneur
- Laura Lee Michel : Betsy

Acteurs non crédités
- Dorothy Adams : Emily Burroughs, infirmière
- Byron Barr : homme au bar
- Gladys Blake : une patiente bavarde
- Marie Blake : une patiente fatiguée
- Charles Bradstreet : Marc Hickman
- Carol Channing : Mme Peters
- Harry Cheshire : Ministre
- Christine Cooper : Corinne, une secrétaire
- Gino Corrado : le chef au barbecue
- Jimmie Dundee : conducteur du camion
- Margaret Field : la mère de Betsy
- Mary Field : une patiente du Dr. Winston
- Bess Flowers : une vendeuse dans la boutique de vêtements
- Arthur Hecht : homme au bar
- Arlene Jenkins : Louise, une secrétaire
- Carole Mathews : un modèle
- Ida Moore : Dorothy
- Roland Morris : Bunny Howard
- James Nolan : Charlie Malloy, avocat
- Jane Novak : Miss Fredericks
- Dewey Robinson : Crib & Diaper Man
- Larry Steers : invité à la soirée
- Brick Sullivan : policier
- Geraldine Wall : Miss Ames, infirmière
- Charles Williams : peintre
- Douglas Spencer